# Julia De Paula
Julia De Paula Viana (ur. 7 lipca 2005 w Teresópolisie) – hiszpańska siatkarka pochodzenia brazylijskiego, reprezentantka kraju, grająca na pozycji przyjmującej i atakującej.
Jej ojciec Marcos Dreyer był siatkarzem a od 2016 roku jest trenerem. Natomiast mama Patricia, również była siatkarką. Oboje rodzice Julii pochodzą z Brazylii.

## Sukcesy klubowe
Liga hiszpańska:
- 2023[7]
- 2022[8]

Superpuchar Hiszpanii:
- 2021

Liga polska:
- 2024[9]